# Pèire Godolin

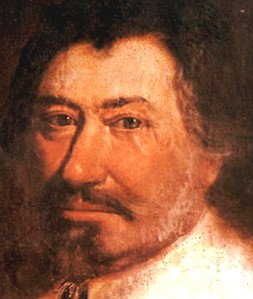
Pèire Godolin.

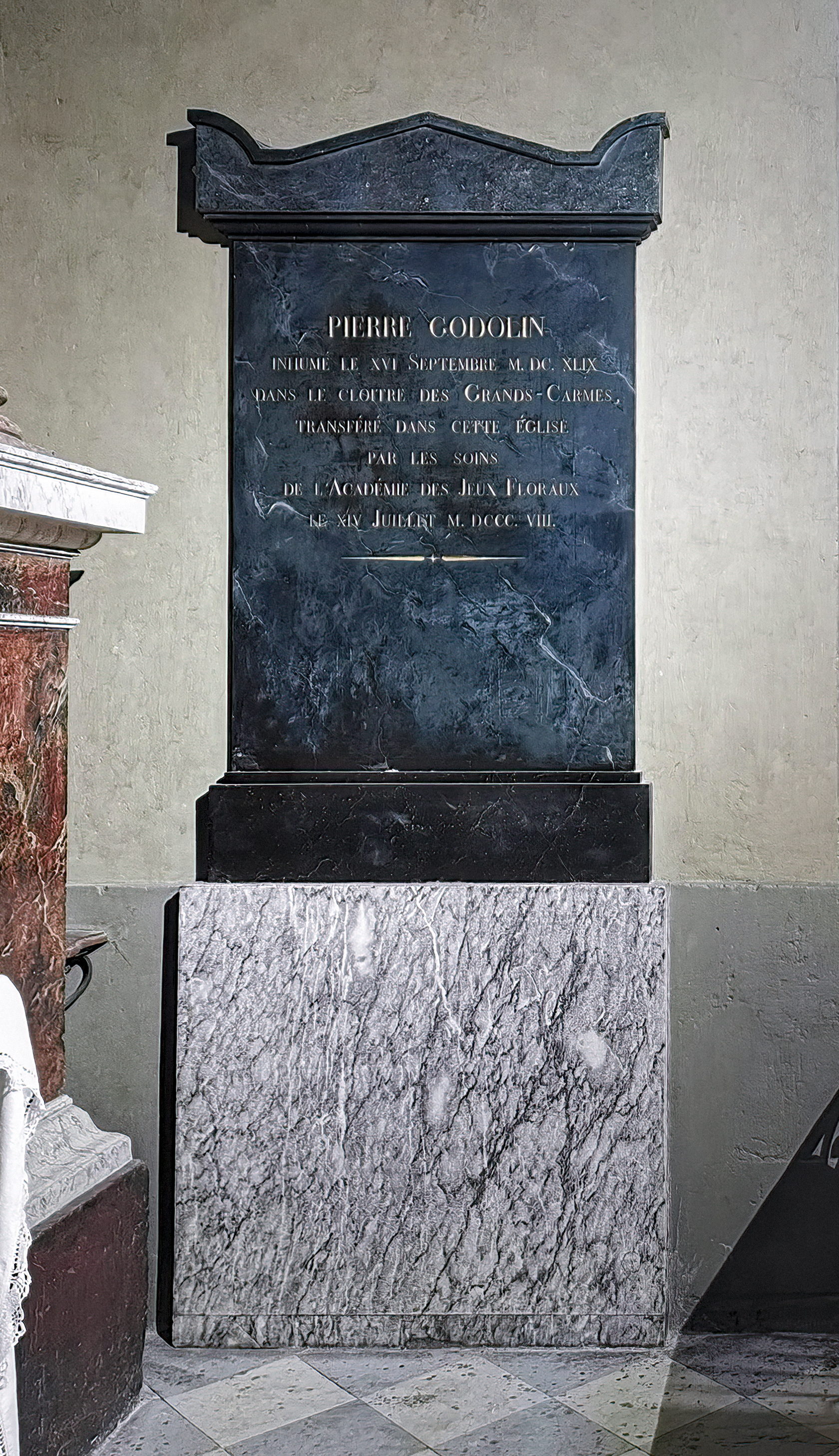
Hans grav i basilikan `` Notre Dame de la Daurade i Toulouse

Pèire Godolin (fransk namnform Pierre Goudouli eller Goudelin), född 1579 i Toulouse, död där den 10 september 1649, var en provensalsk skald. 
Godolin skrev på Toulouse-dialekt en mängd vackra och humoristiska oden, ekloger och sonetter, samlade 1617 under benämningen Lou ramelet moundi (många upplagor), vilka inte bara gjorde honom till en i sitt hemland nästan klassisk skald, utan även förde hans skalderykte ända till Italien och Spanien. Godolin var en av föregångarna till de nyprovensalska vitterhetsidkarna, de så kallade felibrerna.